# فدراسیون فوتبال سلطنتی اسپانیا
فدراسیون فوتبال اسپانیا  (به اسپانیایی: Real Federación Española de Fútbol, RFEF) سازمان حاکم بر فوتبال اسپانیا است. این سازمان در مادرید، پایتخت اسپانیا، واقع شده است. این سازمان در سال ۱۹۰۹ بنیان‌گذاری‌شد. این فدراسیون عضو یوفا است.